# Cure Baroh
Cure Baroh is een bestuurslaag in het regentschap Bireuen van de provincie Atjeh, Indonesië. Cure Baroh telt 677 inwoners (volkstelling 2010).